# Juan Ezequiel García
Juan Ezquiel García (Lomas de Zamora, 9 ottobre 1991) è un ex calciatore argentino, di ruolo centrocampista.

## Caratteristiche tecniche
È un centrocampista centrale.

## Carriera
Cresciuto nelle giovanili del Banfield, esordisce in prima squadra il 4 dicembre 2012 subentrando ad Andrés Silvera all'84' del match vinto per 2-0 contro il Crucero (M).
Il 12 novembre 2015 viene tesserato dalla Fidelis Andria in Lega Pro. Il suo esordio in Italia avviene il 12 dicembre 2015, nel match casalingo vinto per 2-0 contro la Casertana.

## Palmarès

### Club

#### Competizioni nazionali
- Campionato argentino di seconda divisione: 1

Banfield: 2013-2014